# Геокорона

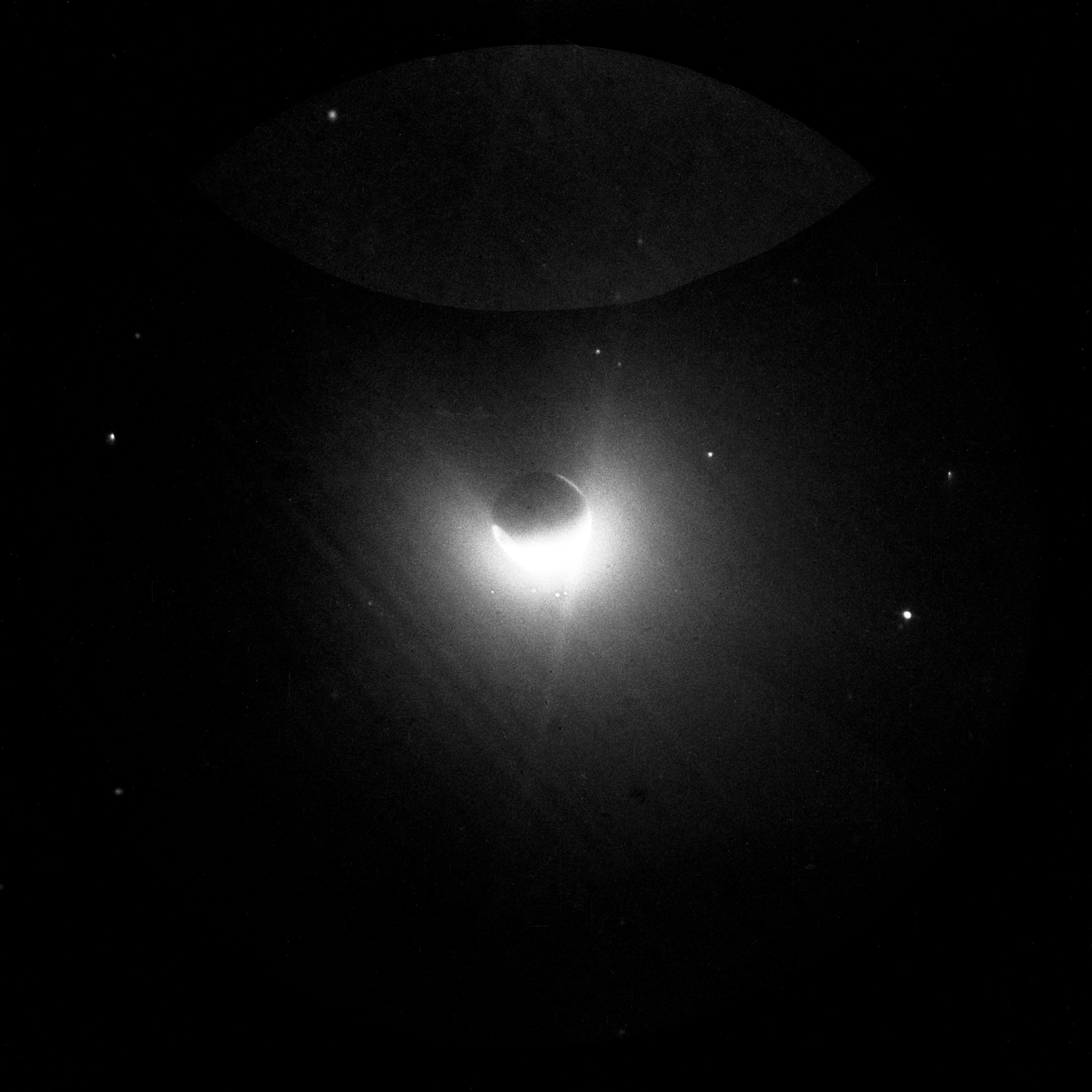
Земля та її воднева оболонка, або геокорона, вигляд із Місяця. Це ультрафіолетове зображення зроблено 1972 року за допомогою камери, якою керували на Місяці астронавти місії «Аполлон-16».

Геокоро́на — світна частина найвіддаленішої ділянки земної атмосфери, екзосфери. Її видно переважно через далеке ультрафіолетове світло (Лайман-альфа) від Сонця, яке розсіюється на нейтральному водні. Простягається щонайменше на 15,5 радіуса Землі та, ймовірно, до приблизно 100 радіусів Землі (для порівняння, Місяць перебуває на відстані близько 60 радіусів Землі). З космосу геокорону вивчали, серед інших, супутники Astrid та космічний апарат Galileo за допомогою його ультрафіолетового спектрометра (UVS) під час прольоту повз Землю.